# Gmina Fjends
Gmina Fjends (duń. Fjends Kommune) - istniejąca w latach 1970–2006 gmina w Danii w okręgu Vibirg Amt. 
Siedzibą władz gminy było miasto Stoholm. 
Gmina Fjends została utworzona 1 kwietnia 1970 na mocy reformy podziału administracyjnego Danii. Po kolejnej reformie administracyjnej w roku 2007 weszła w skład nowej gminy Viborg.

## Dane liczbowe
- Liczba ludności: (♀ 4161 + ♂ 3991) = 8152
  - wiek 0-6: 9,4%
  - wiek 7-16: 15,5%
  - wiek 17-66: 62,5%
  - wiek 67+: 12,6%
- zagęszczenie ludności: 34,5 osób/km²
- bezrobocie: 4,1% osób w wieku 17-66 lat
- cudzoziemcy z UE, Skandynawii i USA: 82 na 10 000 osób
- cudzoziemcy z krajów Trzeciego Świata: 147 na 10 000 osób
- liczba szkół podstawowych: 5 (liczba klas: 65)